# Champ de Bataille (L’Étoile)
 Das 1971 von Roger Agache auf Luftaufnahmen entdeckte, unregelmäßig ovale Grubenwerk Champ de Bataille bei L’Étoile, südöstlich von Abbeville, liegt im Département Somme in Frankreich und wird der Cerny-Kultur oder der Rössener Kultur zugeschrieben.
Das 270 × 200 m messende, etwa fünf Hektar große Grubenwerk (französisch enceinte à fossé interrompu) dominiert das Tal der Somme und liegt etwas unterhalb eines nach Süden orientierten Grates. Es wird von einem Kreis unregelmäßiger aneinandergereihter Gruben (mit Abweichungen in Tiefe und Breite) begrenzt, die optisch einen Graben bilden und innen von einem Wall und einer hölzernen Palisade, deren Verlauf auf den Luftbildern teilweise erkennbar ist, begleitet werden. Der Zugang erfolgte über sieben oder acht etwa zehn Meter breite Eingänge. Die vielfachen Unterbrechungen sind charakteristisch für die neolithischen Grubenwerke der Michelsberger Kultur in Deutschland und Ostfrankreich und die Causewayed camps der Windmill-Hill-Kultur in England.
Die leicht gebogenen, dem Oval folgenden, offenbar sukzessiv entstandenen Gruben sind etwa 3,5 m breit und etwas mehr als 1,0 m tief. Sie scheinen absichtsvoll mit Kreide gefüllt worden zu sein. Auf ihrem Boden fanden sich in einer Ascheschicht viele Feuersteinrelikte vom Typ Campignien, mit manchmal völlig vom Feuer gesprengten Werkzeugen: Äxte, Messer, Schaber und reichlich Mahlsteine aus Sandstein, begleitet von zerbrochenen Rinder- und Schafsknochen. Die wenigen, schlecht erhaltenen Scherben scheinen vom Chasséen-Typ zu sein.
Sondierungen am Nordwest-Eingang zeigten, dass parallel zum verfüllten äußeren Graben ein weiterer 45 cm tiefer und 40 bis 60 cm breiter Graben vorhanden ist, der auch auf einigen Luftbildern erkennbar ist. Er wurde wahrscheinlich als Grundlage für eine Palisade verwendet. Die großen Gruben im hinteren Bereich scheinen auf die römischen Zeit zurückzuführen zu sein.
Etwa einen Kilometer östlich, auf der Anhöhe über L’Étoile befand sich das gallische Oppidum Camp de César.
Das Schloss Le Champ de Bataille (frz. Château du Champ de Bataille) steht zwischen Le Neubourg und Sainte-Opportune-du-Bosc im Département Eure.